# Landtagswahlkreis Scheibbs
Der Wahlkreis Scheibbs (Wahlkreis 16) ist ein Wahlkreis in Niederösterreich, der den politischen Bezirk Scheibbs umfasst. Bei der Landtagswahl 2008 ging die Österreichische Volkspartei (ÖVP) mit 60,85 % als stärkste Partei hervor. Von den zwei zu vergebenden Grundmandaten erreichten die ÖVP ein Grundmandat, die übrigen Parteien blieben ohne Mandate.

## Geschichte
Niederösterreich war bis 1992 in vier Wahlkreise unterteilt, wobei der Bezirk Scheibbs zum Landtagswahlkreis Viertel ober dem Wienerwald gehörte. Mit der Landtagswahlordnung 1992 wurde die Zahl der Wahlkreise auf 21 erhöht und der Bezirk Scheibbs zu einem eigenen Wahlkreis erhoben. Seit der Schaffung des Wahlkreises erzielte die ÖVP immer die absolute Mehrheit, wobei die ÖVP von den zwei zu vergebenden bei jeder Landtagswahl ein Grundmandat erreichte. Von den übrigen Parteien erreichte keine Partei ein Grundmandat.

## Wahlergebnisse
| Landtagswahlen im Wahlkreis Scheibbs | Landtagswahlen im Wahlkreis Scheibbs | Landtagswahlen im Wahlkreis Scheibbs | Landtagswahlen im Wahlkreis Scheibbs | Landtagswahlen im Wahlkreis Scheibbs | Landtagswahlen im Wahlkreis Scheibbs | Landtagswahlen im Wahlkreis Scheibbs | Landtagswahlen im Wahlkreis Scheibbs | Landtagswahlen im Wahlkreis Scheibbs |
| ------------------------------------ | ------------------------------------ | ------------------------------------ | ------------------------------------ | ------------------------------------ | ------------------------------------ | ------------------------------------ | ------------------------------------ | ------------------------------------ |
| Wahltermin                           | GM                                   |                                      | ÖVP                                  | SPÖ                                  | FPÖ                                  | GRÜNE                                | Sonstige                             |                                      |
| 16. Mai 1993                         |                                      | Stimmenanteile (%)                   | 56,53                                | 25,85                                | 9,80                                 | 2,00                                 | 5,83                                 |                                      |
| 16. Mai 1993                         | 2                                    | Grundmandate                         | 1                                    | 0                                    | 0                                    | 0                                    | 0                                    |                                      |
| 22. März 1998                        |                                      | Stimmenanteile (%)                   | 54,91                                | 24,47                                | 14,23                                | 3,83                                 | 2,56                                 |                                      |
| 22. März 1998                        | 2                                    | Grundmandate                         | 1                                    | 0                                    | 0                                    | 0                                    | 0                                    |                                      |
| 30. März 2003                        |                                      | Stimmenanteile (%)                   | 62,63                                | 26,76                                | 3,47                                 | 5,83                                 | 1,31                                 |                                      |
| 30. März 2003                        | 2                                    | Grundmandate                         | 1                                    | 0                                    | 0                                    | 0                                    | 0                                    |                                      |
| 9. März 2008                         |                                      | Stimmenanteile (%)                   | 60,85                                | 21,93                                | 8,94                                 | 5,85                                 | 2,43                                 |                                      |
| 9. März 2008                         | 2                                    | Grundmandate                         | 1                                    | 0                                    | 0                                    | 0                                    | 0                                    |                                      |
| 3. März 2013                         |                                      | Stimmenanteile (%)                   | 55,76                                | 21,64                                | 7,26                                 | 5,53                                 | 9,80                                 |                                      |
| 3. März 2013                         | 2                                    | Grundmandate                         | 1                                    | 0                                    | 0                                    | 0                                    | 0                                    |                                      |
| 28. Jänner 2018                      |                                      | Stimmenanteile (%)                   | 59,47                                | 20,05                                | 12,14                                | 4,42                                 | 3,92                                 |                                      |
| 28. Jänner 2018                      | 1                                    | Grundmandate                         | 0                                    | 0                                    | 0                                    | 0                                    | 0                                    |                                      |
| 29. Jänner 2023                      |                                      | Stimmenanteile (%)                   | 43,38                                | 17,70                                | 26,67                                | 5,85                                 | 6,41                                 |                                      |
| 29. Jänner 2023                      | 1                                    | Grundmandate                         | 0                                    | 0                                    | 0                                    | 0                                    | 0                                    |                                      |